# Illizi (província)
Illizi é uma província da Argélia, a sudeste do país. Sua capital é a cidade de Illizi. Possui seis comunas e 52 333 habitantes (Censo 2008).

## História
A província foi criada a partir da província de Ouargla em 1984. Em janeiro de 2013, ocorreu uma crise de reféns em uma instalação de gás natural perto de In Amenas.

## Divisões administrativas
A província é dividida em 2 distritos são divididos em 4 comunas ou municípios.